# Adesmia miraflorensis
Adesmia miraflorensis är en ärtväxtart som beskrevs av J.Remy. Adesmia miraflorensis ingår i släktet Adesmia och familjen ärtväxter. Inga underarter finns listade i Catalogue of Life.